# Есипенко, Харитон Фёдорович
Харитон Фёдорович Есипенко (17 августа 1901 года, дер. Плаксы, Полоцкий уезд, Витебская губерния, ныне в черте города Новополоцк, Полоцкий район, Витебская область — 1973 год, Одесса) — советский военный деятель, полковник (1942 год).

## Начальная биография
Харитон Фёдорович Есипенко родился 17 августа 1901 года в деревне Плаксы, ныне в черте города Новополоцк Полоцкого района Витебской области.

## Военная служба

### Гражданская война
В апреле 1919 года призван в ряды РККА и направлен красноармейцем в команду интендантства в составе Литовской стрелковой дивизии, после чего принимал участие в боевых действиях на Западном фронте против белополяков. В мае во время боёв в районе Вильно попал в плен, из которого бежал и в июле того же года направлен красноармейцем заградительного отряда, дислоцированного в Смоленске. В феврале 1920 года в составе Смоленского маршевого полка Есипенко был отправлен на Западный фронт, после чего принимал участие в советско-польской войне.

### Межвоенное время
В мае 1922 года направлен на учёбу на 43-е Глубоковские объединённые командные курсы, а затем был переведён на 31-е Смоленские пехотные курсы Западного фронта, после окончания которых в апреле 1923 года направлен в 143-й стрелковый полк (48-я стрелковая дивизия), где служил на должностях краскома и командира взвода.
В августе 1925 года направлен на учёбу в Московскую пехотную школу комсостава, после окончания которой с октября 1928 года служил в 243-м стрелковом полку (81-я стрелковая дивизия, Московский военный округ), дислоцированном в Калуге, на должностях командира взвода, пулемётной роты, командира и политрука стрелковой роты, начальника штаба батальона. В мае 1932 года Есипенко направлен на учёбу на Ленинградские бронетанковые курсы усовершенствования командного состава, после окончании которых в том же году назначен на должность начальника штаба танкового батальона этого же полка.
В августе 1934 года назначен на должность командира пулемётного батальона в составе 50-й стрелково-пулеметной бригады. С декабря 1936 года находился в распоряжении Разведывательного управления РККА и в октябре 1937 года вернулся в 50-ю стрелково-пулемётную бригаду и назначен на должность начальника 2-й части штаба бригады, а в январе 1938 года — на должность командира пулемётного батальона. В том же году окончил стрелково-тактические курсы «Выстрел».
В марте 1940 года назначен на должность начальника автобронетанковой службы 2-го стрелкового корпуса, в ноябре того же года — на должность начальника штаба 10-й отдельной легкотанковой бригады, а в марте 1941 года — на должность командира 682-го стрелкового полка (Прибалтийский военный округ).

### Великая Отечественная война
С началом войны назначен на должность командира 195-го запасного стрелкового полка (Северо-Западный фронт), а в августе 1941 года — на должность командира 936-го стрелкового полка (254-я стрелковая дивизия, 11-я армия), после чего принимал участие в оборонительных боевых действиях в Прибалтике, в ходе которых 5 сентября был ранен и после излечения с 30 сентября находился в распоряжении Главного управления кадров НКО, а затем Военного совета Южного фронта и в октябре назначен на должность командира 975-го стрелкового полка (253-я стрелковая дивизия), который вскоре принимал участие в наступательных и оборонительных боевых действиях в районе Балаклеи и на территории Харьковской области, а в марте 1942 года участвовал в освобождении населённых пунктов Серафимовка, Шебелинка и Журавли. 24 февраля 1942 года Есипенко присвоено воинское звание «подполковник».
После отстранения от должности комбрига А. А. Неборака с 1 по 7 мая 1942 года временно исполнял должность командира 253-й стрелковой дивизии, после чего направлен на учёбу на ускоренный курс при Высшей военной академии имени К. Е. Ворошилова, после окончания которого назначен на должность начальника штаба 159-й стрелковой дивизии, 15 января 1943 года преобразованной в 61-ю гвардейскую. В феврале того же года назначен на должность начальника штаба 19-го стрелкового корпуса, который 17 апреля того же года был преобразован в 29-й гвардейский. За боевые отличия был награждён орденом Красного Знамени.
С 5 по 18 августа полковник Есипенко исполнял должность командира 57-го стрелкового корпуса, находившегося на формировании в городе Сердобск (Приволжский военный округ). После прибытия на Степной фронт назначен на должность начальника штаба этого же корпуса, который вскоре принимал участие в битве за Днепр. За умелое руководство и правильное планирование боевых действий при форсировании реки, закреплении и расширении плацдарма на правом берегу Есипенко был представлен к награждению орденом Суворова 2 степени, однако в ходе дальнейших боевых действий проявил неисполнительность, дал ложные сведения о боевом и численном составе частей, неправильную информацию об их положении, за что 15 ноября был отстранён от должности и зачислен в распоряжение Военного совета 37-й армии.
В декабре 1943 года назначен на должность заместителя командира 89-й гвардейской стрелковой дивизии, которая вскоре принимала участие в боевых действиях в ходе Днепровско-Карпатской, Ясско-Кишинёвской и Висло-Одерской наступательных операций. В ходе последней Есипенко возглавил передовой отряд 5-й ударной армии, который после совершённого 70-километрового марша форсировал Одер севернее Кюстрина, где захватил небольшой плацдарм и удерживал его до подхода основных сил. Вскоре дивизия принимала участие в боевых действиях в ходе Варшавско-Познанской и Берлинской наступательных операций. За умелое руководство боевыми действиями в этом рейде Харитон Фёдорович Есипенко был награждён орденом Суворова 2 степени.

### Послевоенная карьера
После окончания войны полковник Есипенко состоял в распоряжении главнокомандующего Группы советских войск в Германии. В январе 1946 года назначен на должность начальника штаба 23-й гвардейского механизированной дивизии, в декабре того же года назначен на должность начальника штаба 28-й гвардейской стрелковой дивизии (Одесский военный округ), а затем — на должность заместителя командира этой же дивизии.
Полковник Харитон Фёдорович Есипенко в сентябре 1951 года вышел в запас. Умер в 1973 году в Одессе.

## Награды
- Орден Ленина;
- 4 ордена Красного Знамени;
- Орден Суворова 2 степени;
- Орден Отечественной войны 1 степени;
- Медали.